# Topaz Ranch Estates
Topaz Ranch Estates – jednostka osadnicza w Stanach Zjednoczonych, w stanie Nevada, w hrabstwie Douglas.